# HMS Jamaica (44)
HMS Jamaica var en lätt kryssare av Fiji-klass i Royal Navy som färdigställdes under andra världskriget. Hon var uppkallad efter den brittiska kolonin Jamaica. Fartyget tillbringade nästan hela sin tjänstgöringstid med att eskortera arktiska konvojer, med undantag för en insats söderut för landstigningarna i Nordafrika i november 1942. Hon deltog i slaget vid Barents hav 1942 och i slaget vid Nordkap 1943. Jamaica eskorterade flera hangarfartyg 1944 när de utförde luftangrepp mot det tyska slagskeppet Tirpitz i norra Norge. I slutet av året genomgick hon en omfattande ombyggnad för att förbereda henne för tjänstgöring med den brittiska Stillahavsflottan, men kriget tog slut innan hon nådde Stilla havet.
Jamaica tillbringade slutet av 1940-talet i Fjärran Östern och vid Nordamerikanska- och Västindiska baser. När Koreakriget inleddes 1950 beordrades hon att i samarbete med den amerikanska flottan attackera nordkoreanska trupper när de avancerade längs den östra kusten. Fartyget gav också eldunderstöd under landstigningen i Inchon senare samma år. Jamaica rustades upp i slutet av året och återvände till Storbritannien i början av 1951 där hon placerades i reserv.
Hon togs i bruk igen 1954 för tjänstgöring i Medelhavsflottan. År 1955 användes Jamaica för att spela kryssaren HMS Exeter i filmen Battle of the River Plate. År 1956 deltog fartyget i Operation Musketeer, den engelsk-franska invasionen av Egypten för att ta kontroll över Suezkanalen. Jamaica såldes som skrot 1960.

## Beskrivning
Jamaica hade ett deplacement på 8 670 ton vid standardlast och 10 896 ton vid fullast. Hon hade en total längd på 169,3 meter, en bredd på 18,9 meter och ett djupgående på 6 meter. Fiji-klass kryssarna drevs av fyra växlade Parsonturbiner, som var och en drev en axel, med hjälp av ånga från fyra Admiralitets 3-trumspannor. Turbinerna utvecklade totalt 80 000 axelhästkrafter (60 000 kW) och gav en maxhastighet på 32,25 knop (59,73 km/h). Jamaica hade en metacentrisk höjd på 1,0 meter vid fullast. Fiji-klassen hade tillräckligt med bränsle för att ge dem en räckvidd på 6 520 nautiska mil (12 080 km) vid 13 knop (24 km/h). Fartygens besättning var 733 officerare och sjömän i fredstid och 900 under krig.

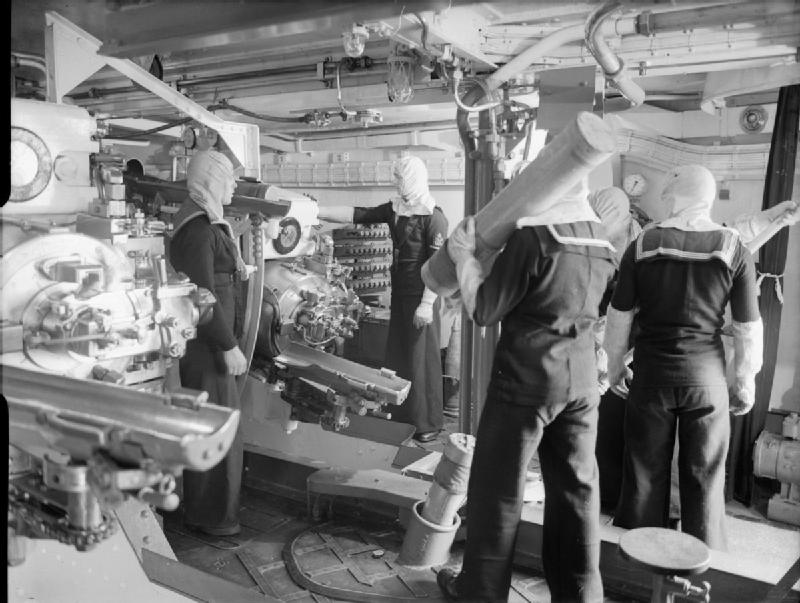
Insidan på en av Fiji-klassens Mk XXIII 15,2 cm torn.

Jamaicas bestyckning bestod av ett dussin 6-tums (15,2 cm) Mk XXIII kanoner i fyra torn med tre kanoner vardera, varav två torn i par för och akter om överbyggnaden. Deras sekundära beväpning bestod av åtta 4-tums (10,2 cm) Mk XVI allmålskanoner i fyra dubbeltorn. Det lätta luftvärnet tillhandahölls av två fyrdubbelt monterade 2-pundiga (40 mm) luftvärnskanoner och tio enkelmonterade 20 millimeters Oerlikon-kanoner. Kryssarna hade också två trippelmonterade 53,3 cm torpedtuber, med en montering på vardera bredsida.
Fiji-klassen saknade ett fullständigt pansarbälte i vattenlinjen. Sidorna i deras pann- och maskinrum och magasin skyddades av ett pansar på 83-89 mm. Däcket över magasinen och vissa av maskinrummen var förstärkt med en tjocklek på 51-89 mm och huvudkanontornen hade endast splitterskydd med en tjocklek på 25-51 mm. De hade en flygplanskatapult och två Supermarine Sea Otter eller Supermarine Walrus sjöflygplan.

## Tjänstgöring
Jamaica kölsträcktes den 28 april 1939 av Vickers-Armstrongs i Barrow-in-Furness, England, som en del av 1938 års flottprogram och uppkallades efter den brittiska kolonin Jamaica. Fartyget sjösattes den 16 november 1940 och färdigställdes den 29 juni 1942. Efter utbildning av besättningen bidrog fartyget med distansskydd till konvoj PQ 18 i september. I början av november tilldelades hon till den centrala styrkan i Operation Torch och attackerades utan framgång av den franska Vichy-ubåten Fresnel. De arktiska konvojerna hade avbrutits efter PQ 18, men skulle återupptas den 15 december med konvoj JW 51A. Jamaica och HMS Sheffield, med flera eskorterande jagare, bildade Styrka R under konteramiral Robert Burnetts befäl och hade till uppgift att skydda konvojen mot eventuella tyska ytfartyg. Konvojen upptäcktes inte av tyskarna och anlände till Kolabukten utan incidenter den 25 december.

### Slaget vid Barents hav
Styrka R seglade från Kolahalvön den 27 december för att möta konvoj JW 51B i Norska havet, men konvojen hade tvingats söderut av en kraftig storm. Flera av dess fartyg hade separerats under stormen och de förvirrade radarbilderna för Styrka R:s fartyg om konvojens verkliga position. Styrka R befann sig således 48 km norr om konvojen på morgonen den 31 december när den tunga kryssaren Admiral Hipper attackerade konvojen. Admiral Hipper hölls först på avstånd av de brittiska jagarna HMS Onslow, HMS Obedient, HMS Obdurate och HMS Orwell. Admiral Hipper drevs till en början bort, men återvände, bara för att strax före middagstid angripas av Styrka R och träffades av tre 15,2 cm granater från kryssarna. Två tyska jagare, Friedrich Eckoldt och Richard Beitzen, identifierade Sheffield felaktigt som Admiral Hipper och försökte segla till henne. Sheffield sänkte Friedrich Eckoldt på ett avstånd av 3,2 km medan Jamaica utan framgång angrep Richard Beitzen. Mindre än en timme senare fick Styrka R syn på den tunga kryssaren Lützow och Admiral Hipper och öppnade eld. Ingen av sidorna fick några träffar i mörkret innan de båda vände bort några minuter senare. Styrka R fortsatte att spåra de tyska fartygen i flera timmar innan de förlorade kontakten. Trots att jagaren HMS Achates och minsveparen HMS Bramble sänktes av Kriegsmarine nådde konvojen intakt fram till Kolahalvön. Styrka R stannade till sjöss för att skydda konvoj RA 51 som var på väg tillbaka till Storbritannien tills de avlöstes av HMS Berwick och HMS Kent.
Jamaica anslöt sig åter till hemmaflottan i början av 1943 och fick sex dubbla eldrivna 20 millimeters luftvärnskanoner samt fyra enkelkanoner någon gång under året. Under november skyddade hon konvojerna RA 53B, JW 54A, JW 54B och RA 54B, men såg inte strid. Den 15 december tilldelades hon Styrka 2, den yttre eskorten för konvoj JW 55A, tillsammans med slagskeppet HMS Duke of York och fyra jagare. Styrka 2 kommenderades av amiral Bruce Fraser, överbefälhavare för hemmaflottan, ombord på Duke of York. För första gången eskorterade den brittiska skyddsstyrkan konvojen hela vägen till Kolabukten. Deras passage var händelselös och Styrka 2 seglade den 18 december mot Island för att bunkra. Innan han nådde sin destination fick amiral Fraser information om att det tyska slagskeppet Scharnhorst sannolikt skulle attackera konvoj JW 55B, som redan var till sjöss.

### Slaget vid Nordkap
Tysk flygspaning upptäckte konvojen den 22 december, och Scharnhorst, eskorterad av fem jagare från 4:e jagarflottiljen, skickades ut den 25 december för att stoppa den. Den följande striden blev känt som slaget vid Nordkap. På morgonen den 26 december upptäcktes tyskarna och de angreps av den yttre styrkan som bestod av kryssarna HMS Belfast, HMS Sheffield, HMS Norfolk och fyra jagare. Under tiden närmade sig HMS Jamaica och HMS Duke of York från sydväst och spärrade Scharnhorsts reträttväg. Det tyska slagskeppet vände tidigt på eftermiddagen tillbaka mot sin bas vid Altafjorden efter två korta möten med de brittiska kryssarna. Hon upptäcktes av Duke of Yorks typ 273-radar på ett avstånd av 41 600 meter och Duke of York öppnade eld en halvtimme senare. Jamaica avfyrade sin första salva en minut efteråt och träffade Scharnhorst på sin tredje bredsida. Hon tvingades upphöra med eldgivningen efter 19 salvor eftersom det tyska fartyget var snabbare i den hårda sjön än de brittiska fartygen.
En granat från Duke of Yorks sista salva trängde in i Scharnhorsts pannrum nummer ett och förstörde det. Detta minskade det tyska fartygets hastighet tillräckligt mycket för att de brittiska jagarna skulle hinna ikapp och träffa fartyget med fyra torpeder i en kniptångsattack. Detta saktade ner fartyget igen, så att Jamaica och Duke of York också kom ikapp och öppnade eld på ett avstånd av 9,5 km. De träffade det tyska fartyget kontinuerligt, men efter 20 minuters eldgivning hade det fortfarande inte sjunkit så Jamaica fick order om att torpedera det. Två torpeder från hennes första salva av tre missade och den tredje missade, så kryssaren var tvungen att vända om för att avfyra sin andra bredsida av tre, varav två verkade träffa. Belfast och jagarna avfyrade också torpeder innan Scharnhorst slutligen sjönk.

### Fortsatt konvojtjänst och räderna motTirpitz
I februari-mars 1944 deltog Jamaica som en del av den yttre styrkan för konvojerna JW 57, JW 58 och RA 58. Hon avskildes från den sistnämnda för att eskortera hangarfartyget HMS Victorious när det inledde ett luftanfall mot det tyska slagskeppet Tirpitz som en del av Operation Tungsten. I juli ingick hon i eskortstyrkan för hangarfartygen HMS Formidable, HMS Furious och HMS Indefatigable under en misslyckad attack mot det tyska slagskeppet Tirpitz som låg förtöjt i Kåfjord (Operation Mascot). Jamaica eskorterade konvojerna JW 59 och RA 59 i augusti-september innan fartyget påbörjade en större renovering i oktober som pågick fram till april 1945. Fartygets X-torn (tredje framifrån) togs bort och hennes lätta luftvärn ökades till fem fyrdubbla och fyra enkelmonterade 40 mm "pom-pom" fästen, fyra enkelmonterade 40 mm Bofors-kanoner, två dubbla Oerlikon-fästen för två kanoner och sex enkla Oerlikons, samtidigt som hennes radarsystem moderniserades. Den 6 juni transporterade kryssaren kung George VI och drottningen på ett besök på Kanalöarna. Jamaica tilldelades den 5:e kryssareskadern i Ostindiska flottan i september och överfördes senare till den 4:e kryssareskadern. Fartyget omplacerades till North America and West Indies Station i augusti 1948.

### Koreakriget
Koreakriget hade brutit ut den 25 juni 1950, medan Jamaica var på väg till Japan. Hon och hennes eskort HMS Black Swan fick order om att möta upp med den amerikanska lätta kryssaren USS Juneau utanför Koreas östkust för att attackera framryckande nordkoreanska trupper. Den 2 juli var en nordkoreansk förrådskonvoj på väg tillbaka från Chumunjin när den upptäcktes av de allierade fartygen. De eskorterande motortorpedbåtarna och motorkanonbåtarna vände för att slåss, men tre torpedbåtar och båda kanonbåtarna sänktes utan att de allierade fartygen tillfogades någon skada. De återupptog beskjutningen av landmål. Sex dagar senare träffades Jamaica av en 7,5 cm granat som dödade sex personer och sårade fem. Den 15 augusti besköt fartyget erövrade hamnanläggningar i Kunsan. Den 20 september deltog Jamaica i det förberedande bombardemanget av ön Wolmi-do före landstigningen den 15 september. Under själva landstigningen stödde hon den södra flanken av anfallet och hon fick i uppdrag att stödja 1st Marine Regiment efteråt. Två dagar efter landstigningen attackerades Jamaica och den amerikanska tunga kryssaren USS Rochester i gryningen av ett par Yakovlev jaktplan. Det ena flygplanet lyckades beskjuta fartyget och dödade en sjöman, innan det sköts ner av fartygets kanoner.

### Efter Koreakriget
Fartyget var reservflottans flaggskepp från maj 1953 till 1954, då det åter togs i bruk för tjänstgöring i Medelhavsflottan. Hon tilldelades 1:a kryssarskvadronen och renoverades vid Chatham Dockyard från juni 1955 och återförenades med sin skvadron. Från slutet av 1955 till början av 1956 spelade hon rollen som HMS Exeter i filmen The Battle of the River Plate. Fartyget deltog i Operation Musketeer i november 1956. Fartyget ledde en eldunderstödsstyrka vid Royal Marines landstigning i Port Said, men hon fick inte avfyra sina huvudkanoner eftersom kabinettet hade förbjudit marinens eldunderstöd med kanoner större än 11,4 cm. Jamaica placerades återigen i reserv i september 1958 efter ett hamnbesök i Kiel. Hon såldes för skrotning den 14 november 1960 och anlände till Arnott Youngs varv i Dalmuir den 20 december 1960.